# Kristina (pjäs)
Kristina är en pjäs av August Strindberg från 1901. Pjäsen hör till Strindbergs historiska dramer och handlar om den svenska drottningen Kristina.

## Uppsättningar
Pjäsen Kristina spelades på Dramaten i Stockholm våren 2008 i samband med teaterbyggnadens etthundraårsjubileum. För regi svarade då Jagos Markovic. Titelrollen spelades av Elin Klinga. Uppsättningen ingick tillsammans med Strindbergspjäserna Gustav Vasa och Gustaf III i helaftonsföreställningen Tre kronor.